# IC 2288
IC 2288 је спирална галаксија у сазвјежђу Рак која се налази на листи објеката дубоког неба у Индекс каталогу.
Деклинација објекта је + 23° 44' 50" а ректасцензија 8h 19m 22,3s. Привидна величина (магнитуда) објекта IC 2288 износи 14,8 а фотографска магнитуда 15,6. Налази се на удаљености од 83,260 милиона парсека од Сунца. IC 2288 је још познат и под ознакама MCG 4-20-23, CGCG 119-52, ARAK 158, KARA 242, KUG 0816+239, PGC 23342.